# Géza Koroknay
Dans le nom hongrois Koroknay Géza, le nom de famille précède le prénom, mais cet article utilise l’ordre habituel en français Géza Koroknay, où le prénom précède le nom.
Géza Koroknay, né le 29 septembre 1948 à Budapest et mort le 2 janvier 2013 dans la même ville, est un acteur hongrois.  Il est surtout connu comme vedette dans l'émission de télévision hongroise Szomszédok.

## Biographie
Il est diplômé de l'université d'art dramatique et cinématographique de Budapest en 1952.

## Filmographie partielle

### À la télévision
- 1972 : Fekete macska ... Suhanc
- 1986 : A falu jegyzője
- 1989 : Labdaálmok
- 1990 : Angyalbőrben ... Csatár őrnagy
- 1990-1991 : Szomszédok
- 1993 : Privát kopó ... Félelem ára
- 1993-1997 : Kisváros ... Szabó/Cseresznyés (4 épisodes)
- 2000 : Pasik !
- 2012 : Barátok közt ... Dezső Winkler (2 épisodes)